# Мрачне сенке
Мрачне сенке (енгл. Dark Shadows) амерички је фантастични хорор-хумористички филм из 2012. године, темељен на истоименој телевизијској сапуници. Редитељ филма је Тим Бертон и главне улоге играју Џони Деп, Мишел Фајфер, Хелена Бонам Картер, Ева Грен, Џеки Ерл Хејли, Џони Ли Милер, Клои Грејс Морец и Бела Хиткот у двојној улози.
Филм је ограничено објављен 10. маја 2012, а званично је објављен следећег дана у Сједињеним Државама. Филм је објављен 10. маја 2012. године у Србији, дистрибутера Tuck Vision-а. Филм је лоше прошао на биоскопским благајнама у Сједињеним Државама, али се добро показао на страним тржиштима. Добио је помешане критике; критичари су похвалили његов визуелни стил и доследан хумор, али су сматрали да му недостаје фокусирана или садржајна радња и развијени ликови. Филм је продуцирао Ричард Д. Занук, који је умро два месеца након објављивања. Представља последње појављивање глумца оригиналне серије, Џонатана Фрида, који је умро непосредно пре објављивања. Филм је 200. филмско појављивање глумца Кристофера Лија, а његово пето и последње појављивање у Бертоновом филму.

## Радња
Године 1760, млади Барнабас Колинс и његова богата породица отпловили су из Ливерпула у Нови свет, оснивајући град Колинспорт у Мејну и своје велико имање, Колинвуд. Петнаест година касније, Барнабас одбацује флертовање своје слушкиње, Анџелик, потајно вештице. Она убија његове родитеље мрачном магијом и проклиње Барнабаса из љубоморе да би „све што воли умрло”. Под чаролијом, његова вереница, Жозет, пада са литице у смрт; Барнабас се баци за њом, али преживи, додатно проклет од стране Анџелик на вечну патњу као вампир. Анџелик окреће град против Барнабаса и живог га сахрањује.
Године 1972, Меги Еванс, која необично личи на Жозет, путује у Колинвуд да попуни место гувернанте. Она преузима име Викторија Винтерс и упознаје дисфункционалне Колинсове потомке: матријарха Елизабет; њеног брата, Роџера; њену ћерку тинејџерку, Керолин; Роџеровог младог сина, Дејвида, који верује да види духа своје покојне мајке; и психијатрицу, др Хофман. Те ноћи, Викторију посећује дух Жозет.
Грађевинска екипа која гради McDonald's, несвесно ослобађа Барнабаса из његове гробнице; он се извињавајући храни њиховом крвљу и креће на пут до Колинвуда, збуњен савременом технологијом и модом са којом се сусреће. На имању, он хипнотише чувара, Вилија, у свог слугу и открива Елизабет да су легенде о њеном давно изгубљеном претку истините. Барнабас тражи да се поново придружи породици и показује Елизабет тајне пролазе и скривено благо. Иако опрезна, она га упознаје са породицом као даљег рођака из Енглеске са плановима да поврати богатство Колинсових.
Елизабет и Барнабас користе његову моћ убеђивања и породично благо да поврате некадашњу славу предузећа Collins Canning Company и Колинвуда, док се Барнабас прилагођава модерном животу и заљубљује се у Викторију. Анџелик, која је преживела кроз векове и сада је власница ривалског предузећа, Angel Bay Seafood, још увек је заљубљена у Барнабаса; да би заштитио Викторију, Барнабас се препустио Анџеликиној пожуди и они имају секс који пркоси гравитацији у њеној канцеларији. После тога, покајани Барнабас поново одбацује Анџеликину љубав.
Барнабас је домаћин „дешавања” у Колинвуду за цео град са Алисом Купером као забављачем. Он проналази Викторију, која открива да је целог живота видела духа Жозет; родитељи су је послали у лудницу, али је она побегла и отишла у Колинвуд. Она узвраћа Барнабасову наклоност и љубе се, на Анџеликину ужаснутост.
Др Хофман сазнаје за Барнабасову праву природу и нуди му да исцеди крв у потрази за леком. Он открива да она користи трансфузију да би се ослободила старења и убија је. Суочава се са похлепним Роџером и нуди му избор: да постане Дејвидов бољи отац или да напусти Колинвуд са довољно новца да проживи живот негде другде; Роџер бира ово друго. Сломљеног срца, Дејвида замало не погоди диско кугла која пада, али Барнабас га спасава натприродном брзином и запали се на дневном светлу, откривајући свим члановима домаћинства да је вампир.
Очајан, Барнабас се састаје са Анџелик, која га наводи да призна своја убиства и захтева да јој се придружи као њен љубавник. Барнабас одбија и поново је заробљен у ковчегу. Анџелик уништава фабрику конзерви Колинових и, са снимком Барнабасовог признања, окупља град против породице. Дејвид ослобађа Барнабаса, који се супротставља Анџелик у Колинвуду. Они се боре, а Анџелик зачарава кућу да се окрене против породице, упркос напорима Елизабет са сачмаром и Керолин, која се открива да је вукодлак. Анџелик открива да је одговорна за вукодлака који је угризао Керолин док је била дете и за смрт Дејвидове мајке и Барнабасових родитеља. Дух Дејвидове мајке онеспособљава Анџелик, а домаћинство бежи из запаљеног имања. Анџелик нуди Барнабасу своје срце, које се распада док она умире.
Он трчи до литице и проналази Викторију, која не жели да живи као смртник са њим, али он одбија да је претвори у вампира. Она пада са литице, а он скаче за њом, гризући је док падају на земљу. Викторија се буди у Барнабасовом наручју као вампир, проглашавајући се као Жозет, и они се страствено грле.
Камера се помера ка лешу др Хофман у океану, чије се очи изненада отварају.

## Улоге
| Глумац              | Улога                             |
| ------------------- | --------------------------------- |
| Џони Деп            | Барнабас Колинс                   |
| Ева Грен            | Анџелик „Анџи” Бушард             |
| Бела Хиткот         | Викторија Винтерс / Жозет ду Прес |
| Мишел Фајфер        | Елизабет Колинс Стодард           |
| Џони Ли Милер       | Роџер Колинс                      |
| Хелена Бонам Картер | др Џулија Хофман                  |
| Џеки Ерл Хејли      | Вили Лумис                        |
| Клои Грејс Морец    | Керолин Стодард                   |
| Гуливер Макграт     | Дејвид Колинс                     |
| Реј Ширли           | гђа Џонсон                        |
| Кристофер Ли        | Сајлас Кларни                     |
| Иван Кеј            | Џошуа Колинс                      |
| Сузана Капеларо     | Наоми Колинс                      |
| Вилијам Хоуп        | шериф Бил                         |